# Puerto Rico az 1996. évi nyári olimpiai játékokon
Puerto Rico az egyesült államokbeli Atlantában megrendezett 1996. évi nyári olimpiai játékok egyik részt vevő nemzete volt. Az országot az olimpián 16 sportágban 69 sportoló képviselte, akik összesen 1 érmet szereztek.

## Érmesek
| Érem  | Versenyző     | Sportág   | Versenyszám |
| ----- | ------------- | --------- | ----------- |
| Bronz | Daniel Santos | Ökölvívás | Váltósúly   |

## Atlétika
Férfi
| Versenyző       | Versenyszám | Előfutam | Előfutam | Előfutam | Negyeddöntő | Negyeddöntő | Negyeddöntő | Elődöntő | Elődöntő | Elődöntő | Döntő   | Döntő    |
| Versenyző       | Versenyszám | Idő      | Hely.    | Össz.    | Idő         | Hely.       | Össz.       | Idő      | Hely.    | Össz.    | Idő     | Helyezés |
| --------------- | ----------- | -------- | -------- | -------- | ----------- | ----------- | ----------- | -------- | -------- | -------- | ------- | -------- |
| Maximo Oliveras | Maraton     |          |          |          |             |             |             |          |          |          | 2:47:15 | 106.     |
| Mickey Soto     | 110 m gát   | 13,94    | 7.       | 42.*     | kiesett     | kiesett     | kiesett     | kiesett  | kiesett  | kiesett  | kiesett | kiesett  |
| Domingo Cordero | 400 m gát   | 51,20    | 5.       | 46.*     |             |             |             | kiesett  | kiesett  | kiesett  | kiesett | kiesett  |

| Versenyző    | Versenyszám | Selejtező | Selejtező | Döntő    | Döntő    |
| Versenyző    | Versenyszám | Eredmény  | Helyezés  | Eredmény | Helyezés |
| ------------ | ----------- | --------- | --------- | -------- | -------- |
| Edgardo Díaz | Rúdugrás    | 540 cm    | 28.       | kiesett  | kiesett  |

Női
| Versenyző               | Versenyszám | Előfutam | Előfutam | Előfutam | Negyeddöntő | Negyeddöntő | Negyeddöntő | Elődöntő | Elődöntő | Elődöntő | Döntő   | Döntő    |
| Versenyző               | Versenyszám | Idő      | Hely.    | Össz.    | Idő         | Hely.       | Össz.       | Idő      | Hely.    | Össz.    | Idő     | Helyezés |
| ----------------------- | ----------- | -------- | -------- | -------- | ----------- | ----------- | ----------- | -------- | -------- | -------- | ------- | -------- |
| Myra Mayberry-Wilkinson | 100 m       | 11,51    | 3.       | 31.      | 11,66       | 7.          | 29.         | kiesett  | kiesett  | kiesett  | kiesett | kiesett  |
| Myra Mayberry-Wilkinson | 200 m       | 23,23    | 6.       | 24.      | 23,48       | 5.          | 26.         | kiesett  | kiesett  | kiesett  | kiesett | kiesett  |

* - egy másik versenyzővel azonos eredményt ért el

## Birkózás
Kötöttfogású
| Versenyző     | Versenyszám | 32-es főtábla          | Nyolcaddöntő      | Negyeddöntő       | Elődöntő          | Vigaszág 2. kör        | Vigaszág 3. kör   | Vigaszág 4. kör   | Vigaszág 5. kör   | Vigaszág 6. kör   | Bronz- mérkőzés   | Döntő             | Helyezés |
| Versenyző     | Versenyszám | Ellenfél Eredmény      | Ellenfél Eredmény | Ellenfél Eredmény | Ellenfél Eredmény | Ellenfél Eredmény      | Ellenfél Eredmény | Ellenfél Eredmény | Ellenfél Eredmény | Ellenfél Eredmény | Ellenfél Eredmény | Ellenfél Eredmény | Helyezés |
| ------------- | ----------- | ---------------------- | ----------------- | ----------------- | ----------------- | ---------------------- | ----------------- | ----------------- | ----------------- | ----------------- | ----------------- | ----------------- | -------- |
| Marco Sánchez | 62 kg       | Usama Aziz (SWE) · 5–6 |                   |                   |                   | Hu Guohong (CHN) · 3–8 | kiesett           | kiesett           | kiesett           | kiesett           | kiesett           |                   | 15.      |

Szabadfogású
| Versenyző       | Versenyszám | 32-es főtábla                        | Nyolcaddöntő      | Negyeddöntő       | Elődöntő          | Vigaszág 2. kör                  | Vigaszág 3. kör          | Vigaszág 4. kör   | Vigaszág 5. kör   | Vigaszág 6. kör   | Bronz- mérkőzés   | Döntő             | Helyezés |
| Versenyző       | Versenyszám | Ellenfél Eredmény                    | Ellenfél Eredmény | Ellenfél Eredmény | Ellenfél Eredmény | Ellenfél Eredmény                | Ellenfél Eredmény        | Ellenfél Eredmény | Ellenfél Eredmény | Ellenfél Eredmény | Ellenfél Eredmény | Ellenfél Eredmény | Helyezés |
| --------------- | ----------- | ------------------------------------ | ----------------- | ----------------- | ----------------- | -------------------------------- | ------------------------ | ----------------- | ----------------- | ----------------- | ----------------- | ----------------- | -------- |
| Anibál Nieves   | 62 kg       | Demeter István (HUN) · 0–3           |                   |                   |                   | Abbas Haj Kenari (IRI) · 8–3     | Marty Calder (CAN) · 0–3 | kiesett           | kiesett           | kiesett           | kiesett           |                   | 16.      |
| Orlando Rosa    | 82 kg       | Szerhij Hubrinyuk (UKR) · 1–3        |                   |                   |                   | Nicolae Ghiţă (ROU) · 3–4        | kiesett                  | kiesett           | kiesett           | kiesett           | kiesett           |                   | 17.      |
| José Betancourt | 90 kg       | Bayanmönkhiin Gantogtokh (MGL) · 0–5 |                   |                   |                   | Victor Kodei (NGR) · 0–10        | kiesett                  | kiesett           | kiesett           | kiesett           | kiesett           |                   | 20.      |
| Daniel Sánchez  | 100 kg      | Arvi Aavik (EST) · 0–8               |                   |                   |                   | Zaza T'qeshelashvili (GEO) · 2–3 | kiesett                  | kiesett           | kiesett           | kiesett           | kiesett           |                   | 16.      |

## Cselgáncs
Férfi
| Versenyző           | Versenyszám | Selejtező                   | 32-es főtábla                    | Nyolcaddöntő      | Negyeddöntő       | Elődöntő          | Vigaszág első kör       | Vigaszág negyeddöntő | Vigaszág elődöntő | Bronz- mérkőzés   | Döntő             | Helyezés |
| Versenyző           | Versenyszám | Ellenfél Eredmény           | Ellenfél Eredmény                | Ellenfél Eredmény | Ellenfél Eredmény | Ellenfél Eredmény | Ellenfél Eredmény       | Ellenfél Eredmény    | Ellenfél Eredmény | Ellenfél Eredmény | Ellenfél Eredmény | Helyezés |
| ------------------- | ----------- | --------------------------- | -------------------------------- | ----------------- | ----------------- | ----------------- | ----------------------- | -------------------- | ----------------- | ----------------- | ----------------- | -------- |
| Melvin Méndez       | Légsúly     | erőnyerő                    | Dorjpalamyn Narmandakh (MGL) · V |                   |                   |                   | Nigel Donohue (GBR) · V | kiesett              | kiesett           | kiesett           |                   | 13.      |
| José Pérez          | Harmatsúly  | Michel de Almeida (POR) · V | kiesett                          | kiesett           | kiesett           | kiesett           |                         |                      |                   |                   |                   | 34.      |
| Francisco Rodríguez | Könnyűsúly  | erőnyerő                    | Abdel Hakim Harkat (ALG) · V     | kiesett           | kiesett           | kiesett           |                         |                      |                   |                   |                   | 21.      |
| José Figueroa       | Váltósúly   | erőnyerő                    | Patrick Klas (NED) · V           | kiesett           | kiesett           | kiesett           |                         |                      |                   |                   |                   | 21.      |

## Íjászat
Női
| Versenyző   | Versenyszám | Selejtező | Selejtező | 64-es főtábla                | 32-es főtábla     | Nyolcaddöntő      | Negyeddöntő       | Elődöntő          | Döntő             | Helyezés |
| Versenyző   | Versenyszám | Pont      | Kiemelt   | Ellenfél Eredmény            | Ellenfél Eredmény | Ellenfél Eredmény | Ellenfél Eredmény | Ellenfél Eredmény | Ellenfél Eredmény | Helyezés |
| ----------- | ----------- | --------- | --------- | ---------------------------- | ----------------- | ----------------- | ----------------- | ----------------- | ----------------- | -------- |
| María Reyes | Egyéni      | 535       | 63.       | He Ying (CHN) (2.) · 123–158 | kiesett           | kiesett           | kiesett           | kiesett           | kiesett           | 64.      |

## Kerékpározás

### Pálya-kerékpározás
Pontversenyek
| Név         | Versenyszám       | Pont          | Körhátrány    | Helyezés      |
| ----------- | ----------------- | ------------- | ------------- | ------------- |
| Juan Merheb | Férfi pontverseny | nem ért célba | nem ért célba | nem ért célba |

## Kosárlabda

### Férfi
| Puerto Ricó-i férfi kosárlabdacsapat-játékoskeret                                              | Puerto Ricó-i férfi kosárlabdacsapat-játékoskeret                                                       |
| ---------------------------------------------------------------------------------------------- | --- |
| - José Rafael Ortíz - Joël Curbelo - Pablo Alicea - Richard Soto - Jerome Mincy - Eddie Rivera | - Carmelo Travieso - Juan Ramón Rivas - Edgar Padilla - Eugenio Soto - Daniel Santiago - Georgie Torres |

#### Eredmények
Csoportkör
B csoport
| Csapat            | M | Gy | V | P+  | P–  | Pk   | P  |
| ----------------- | - | -- | - | --- | --- | ---- | -- |
| Jugoszlávia (SCG) | 5 | 5  | 0 | 478 | 364 | +114 | 10 |
| Ausztrália (AUS)  | 5 | 4  | 1 | 492 | 438 | +54  | 9  |
| Görögország (GRE) | 5 | 3  | 2 | 402 | 416 | –14  | 8  |
| Brazília (BRA)    | 5 | 2  | 3 | 498 | 494 | +4   | 7  |
| Puerto Rico (PUR) | 5 | 1  | 4 | 447 | 465 | –18  | 6  |
| Dél-Korea (KOR)   | 5 | 0  | 5 | 422 | 562 | –140 | 5  |

| 1996. július 20. | Puerto Rico (PUR)   | 98–101    | Brazília (BRA) | Atlanta Játékvezetők: Pascal Noel Dorizon (FRA), Romualdas Brazauskas (LTU) |
| 1996. július 20. | (54–58) Jegyzőkönyv |           |                | Atlanta Játékvezetők: Pascal Noel Dorizon (FRA), Romualdas Brazauskas (LTU) |
| 1996. július 20. | Ortíz 35            | Pont      | Schmidt 45     | Atlanta Játékvezetők: Pascal Noel Dorizon (FRA), Romualdas Brazauskas (LTU) |
| 1996. július 20. | Ortíz 11            | Lepattanó | Vianna 8       | Atlanta Játékvezetők: Pascal Noel Dorizon (FRA), Romualdas Brazauskas (LTU) |
| 1996. július 20. | Mincy 7             | Gólpassz  | Ratto 10       | Atlanta Játékvezetők: Pascal Noel Dorizon (FRA), Romualdas Brazauskas (LTU) |

| 1996. július 22. | Dél-Korea (KOR)                 | 86–98     | Puerto Rico (PUR) | Atlanta Játékvezetők: Roman Ryzhyk (UKR), Antonio Soares De Campos (ANG) |
| 1996. július 22. | (52–51) Jegyzőkönyv             |           |                   | Atlanta Játékvezetők: Roman Ryzhyk (UKR), Antonio Soares De Campos (ANG) |
| 1996. július 22. | Mun Gjongun (Mun Gyeong-Eun) 20 | Pont      | Ortíz 37          | Atlanta Játékvezetők: Roman Ryzhyk (UKR), Antonio Soares De Campos (ANG) |
| 1996. július 22. | Hjon Dzsujop (Hyeon Ju-Yeop) 11 | Lepattanó | Ortíz 14          | Atlanta Játékvezetők: Roman Ryzhyk (UKR), Antonio Soares De Campos (ANG) |
| 1996. július 22. | Ho Dzse (Heo Jae) 12            | Gólpassz  | Alicea 9          | Atlanta Játékvezetők: Roman Ryzhyk (UKR), Antonio Soares De Campos (ANG) |

| 1996. július 24. | Görögország (GRE)      | 80–69     | Puerto Rico (PUR) | Atlanta Játékvezetők: Gennaro Colucci (ITA), Raul Chaves Sagel (ARG) |
| 1996. július 24. | (51–33) Jegyzőkönyv    |           |                   | Atlanta Játékvezetők: Gennaro Colucci (ITA), Raul Chaves Sagel (ARG) |
| 1996. július 24. | Ikonómu 19             | Pont      | Mincy 20          | Atlanta Játékvezetők: Gennaro Colucci (ITA), Raul Chaves Sagel (ARG) |
| 1996. július 24. | Ikonómu 8              | Lepattanó | Mincy 8           | Atlanta Játékvezetők: Gennaro Colucci (ITA), Raul Chaves Sagel (ARG) |
| 1996. július 24. | Ikonómu, Hrisztodúlu 3 | Gólpassz  | Ortíz 5           | Atlanta Játékvezetők: Gennaro Colucci (ITA), Raul Chaves Sagel (ARG) |

| 1996. július 26. | Puerto Rico (PUR)   | 96–101    | Ausztrália (AUS)  | Atlanta Játékvezetők: Miguel Betancor Leon (ESP), Jose Lapaix Guance (DOM) |
| 1996. július 26. | (53–51) Jegyzőkönyv |           |                   | Atlanta Játékvezetők: Miguel Betancor Leon (ESP), Jose Lapaix Guance (DOM) |
| 1996. július 26. | Ortíz 30            | Pont      | Gaze 29           | Atlanta Játékvezetők: Miguel Betancor Leon (ESP), Jose Lapaix Guance (DOM) |
| 1996. július 26. | Ortíz 11            | Lepattanó | Fisher, Bradtke 6 | Atlanta Játékvezetők: Miguel Betancor Leon (ESP), Jose Lapaix Guance (DOM) |
| 1996. július 26. | Rivera 7            | Gólpassz  | Heal 7            | Atlanta Játékvezetők: Miguel Betancor Leon (ESP), Jose Lapaix Guance (DOM) |

| 1996. július 28. | Jugoszlávia (SCG)   | 97–86     | Puerto Rico (PUR) | Atlanta Játékvezetők: Donald Cline (CAN), Serguei Boulanov (RUS) |
| 1996. július 28. | (45–34) Jegyzőkönyv |           |                   | Atlanta Játékvezetők: Donald Cline (CAN), Serguei Boulanov (RUS) |
| 1996. július 28. | Danilović 22        | Pont      | Ortíz 20          | Atlanta Játékvezetők: Donald Cline (CAN), Serguei Boulanov (RUS) |
| 1996. július 28. | Divac 10            | Lepattanó | Ortíz 11          | Atlanta Játékvezetők: Donald Cline (CAN), Serguei Boulanov (RUS) |
| 1996. július 28. | Đorđević 7          | Gólpassz  | Rivera 9          | Atlanta Játékvezetők: Donald Cline (CAN), Serguei Boulanov (RUS) |

A 9–12. helyért
| 1996. július 30. 17:00 | Puerto Rico (PUR)   | 76–67     | Angola (ANG) | Atlanta Játékvezetők: Roman Ryzhyk (UKR), Jose Reyes Ronfini (MEX) |
| 1996. július 30. 17:00 | (38–36) Jegyzőkönyv |           |              | Atlanta Játékvezetők: Roman Ryzhyk (UKR), Jose Reyes Ronfini (MEX) |
| 1996. július 30. 17:00 | Moreira 15          | Pont      | Ortíz 19     | Atlanta Játékvezetők: Roman Ryzhyk (UKR), Jose Reyes Ronfini (MEX) |
| 1996. július 30. 17:00 | Dias 11             | Lepattanó | Rivas 7      | Atlanta Játékvezetők: Roman Ryzhyk (UKR), Jose Reyes Ronfini (MEX) |
| 1996. július 30. 17:00 | Moreira 6           | Gólpassz  | Alicea 5     | Atlanta Játékvezetők: Roman Ryzhyk (UKR), Jose Reyes Ronfini (MEX) |

A 9. helyért
| 1996. augusztus 2. 12:00 | Argentína (ARG)     | 87–77     | Puerto Rico (PUR) | Atlanta Játékvezetők: Davorin Nakic (CRO), Antonio Soares De Campos (ANG) |
| 1996. augusztus 2. 12:00 | (43–38) Jegyzőkönyv |           |                   | Atlanta Játékvezetők: Davorin Nakic (CRO), Antonio Soares De Campos (ANG) |
| 1996. augusztus 2. 12:00 | Espil, Osella 17    | Pont      | Ortíz 21          | Atlanta Játékvezetők: Davorin Nakic (CRO), Antonio Soares De Campos (ANG) |
| 1996. augusztus 2. 12:00 | Milanesio, Oberto 7 | Lepattanó | Ortíz 11          | Atlanta Játékvezetők: Davorin Nakic (CRO), Antonio Soares De Campos (ANG) |
| 1996. augusztus 2. 12:00 | Milanesio, Espil 7  | Gólpassz  | Travieso 5        | Atlanta Játékvezetők: Davorin Nakic (CRO), Antonio Soares De Campos (ANG) |

| Csapat            | Helyezés |
| ----------------- | -------- |
| Puerto Rico (PUR) | 10.      |

## Lovaglás
Díjugratás
| Versenyző       | Ló            | Versenyszám | Selejtező | Selejtező | Selejtező | Selejtező | Selejtező | Selejtező | Selejtező | Selejtező | Döntő   | Döntő   | Végeredmény | Végeredmény |
| Versenyző       | Ló            | Versenyszám | 1. kör    | 1. kör    | 2. kör    | 2. kör    | 2. kör    | 3. kör    | 3. kör    | 3. kör    | Döntő   | Döntő   | Végeredmény | Végeredmény |
| Versenyző       | Ló            | Versenyszám | Bünt.     | Hely.     | Bünt.     | Össz.     | Hely.     | Bünt.     | Össz.     | Hely.     | Bünt.   | Hely.   | Bünt.       | Helyezés    |
| --------------- | ------------- | ----------- | --------- | --------- | --------- | --------- | --------- | --------- | --------- | --------- | ------- | ------- | ----------- | ----------- |
| Alexander Earle | Same Old Song | Egyéni      | 16,50     | 69.       | 60,25     | 76,75     | 77.       | kizárták  | kizárták  | kizárták  | kiesett | kiesett | kiesett     | kiesett     |

## Műugrás
Férfi
| Versenyző    | Versenyszám    | Selejtező | Selejtező | Elődöntő | Elődöntő | Döntő   | Döntő    |
| Versenyző    | Versenyszám    | Pont      | Helyezés  | Pont     | Helyezés | Pont    | Helyezés |
| ------------ | -------------- | --------- | --------- | -------- | -------- | ------- | -------- |
| Ramon Sandin | Egyéni műugrás | 302,55    | 29.       | kiesett  | kiesett  | kiesett | kiesett  |

Női
| Versenyző      | Versenyszám    | Selejtező | Selejtező | Elődöntő | Elődöntő | Döntő   | Döntő    |
| Versenyző      | Versenyszám    | Pont      | Helyezés  | Pont     | Helyezés | Pont    | Helyezés |
| -------------- | -------------- | --------- | --------- | -------- | -------- | ------- | -------- |
| Vivian Alberty | Egyéni műugrás | 195,18    | 27.       | kiesett  | kiesett  | kiesett | kiesett  |

## Ökölvívás
| Versenyző          | Versenyszám   | Selejtező                        | Nyolcaddöntő               | Negyeddöntő                  | Elődöntő                   | Döntő             | Helyezés |
| Versenyző          | Versenyszám   | Ellenfél Eredmény                | Ellenfél Eredmény          | Ellenfél Eredmény            | Ellenfél Eredmény          | Ellenfél Eredmény | Helyezés |
| ------------------ | ------------- | -------------------------------- | -------------------------- | ---------------------------- | -------------------------- | ----------------- | -------- |
| Omar Adorno        | Légsúly       | Igor Samoilenco (MDA) · 8–20     | kiesett                    | kiesett                      | kiesett                    | kiesett           | 17.      |
| José Cotto         | Harmatsúly    | Raimkul Malahbekov (RUS) · 6–16  | kiesett                    | kiesett                      | kiesett                    | kiesett           | 17.      |
| Luís Seda          | Pehelysúly    | Szomrak Khamszing (THA) · 2–13   | kiesett                    | kiesett                      | kiesett                    | kiesett           | 17.      |
| Luis Pérez         | Kisváltósúly  | Jacek Bielski (POL) · 2–18       | kiesett                    | kiesett                      | kiesett                    | kiesett           | 17.      |
| Daniel Santos      | Váltósúly     | Ernest Atangana Mboa (CMR) · RSC | Kabil Lahsen (MAR) · 16–4  | Nariman Atayev (UZB) · 28–15 | Oleg Szaitov (RUS) · 11–13 | kiesett           |          |
| José Luis Quiñones | Nagyváltósúly | Antonio Perugino (ITA) · 8–10    | kiesett                    | kiesett                      | kiesett                    | kiesett           | 17.      |
| Enrique Flores     | Félnehézsúly  | Gurcsaran Szingh (IND) · 15–7    | Sybrand Botes (RSA) · 16–7 | Antonio Tarver (USA) · RSC   | kiesett                    | kiesett           | 5.       |

RSC - a mérkőzésvezető megállította a mérkőzést

## Softball
| Puerto Ricó-i softballcsapat-játékoskeret                                                                                       | Puerto Ricó-i softballcsapat-játékoskeret                                                                         |
| --- | --- |
| - Lourdes Báez - Sheree Corniel - Ivelisse Echevarría - María Gónzalez - Elba Lebrón - Lisa Martínez - Aida Miranda - Lisa Mize | - Jacqueline Ortíz - Janice Parks - Penelope Rosario - Sandra Rosario - Myriam Segarra - Eve Soto - Clara Vázquez |

### Eredmények
Csoportkör
| Csapat           | M | Gy | V | P+ | P– | Pk  |
| ---------------- | - | -- | - | -- | -- | --- |
| Egyesült Államok | 7 | 6  | 1 | 37 | 7  | +30 |
| Kína             | 7 | 5  | 2 | 29 | 7  | +22 |
| Ausztrália       | 7 | 5  | 2 | 22 | 11 | +11 |
| Japán            | 7 | 5  | 2 | 24 | 18 | +6  |
| Kanada           | 7 | 3  | 4 | 15 | 17 | –2  |
| Tajvan           | 7 | 2  | 5 | 19 | 19 | 0   |
| Hollandia        | 7 | 1  | 6 | 4  | 32 | –28 |
| Puerto Rico      | 7 | 1  | 6 | 5  | 44 | –39 |

| 1996. július 21. |  | Puerto Rico (PUR) | 0–10 | Egyesült Államok |  |  |
| 1996. július 21. |  |                   |      |                  |  |  |

| 1996. július 22. |  | Puerto Rico (PUR) | 0–4 | Kanada |  |  |
| 1996. július 22. |  |                   |     |        |  |  |

| 1996. július 23. |  | Ausztrália (AUS) | 0–2 | Puerto Rico |  |  |
| 1996. július 23. |  |                  |     |             |  |  |

| 1996. július 24. |  | Kína (CHN) | 10–0 | Puerto Rico |  |  |
| 1996. július 24. |  |            |      |             |  |  |

| 1996. július 25. |  | Puerto Rico (PUR) | 2–10 | Tajvan |  |  |
| 1996. július 25. |  |                   |      |        |  |  |

| 1996. július 26. |  | Japán (JPN) | 8–1 | Puerto Rico |  |  |
| 1996. július 26. |  |             |     |             |  |  |

| 1996. július 27. |  | Hollandia (NED) | 2–0 | Puerto Rico |  |  |
| 1996. július 27. |  |                 |     |             |  |  |

| Csapat      | Helyezés |
| ----------- | -------- |
| Puerto Rico | 8.       |

## Sportlövészet
Férfi
| Versenyző       | Versenyszám       | Selejtező | Selejtező | Döntő   | Döntő    |
| Versenyző       | Versenyszám       | Pont      | Helyezés  | Pont    | Helyezés |
| --------------- | ----------------- | --------- | --------- | ------- | -------- |
| Ralph Rodríguez | Sportpuska, fekvő | 588       | 47.       | kiesett | kiesett  |
| José Artecona   | Trap              | 114       | 49.**     | kiesett | kiesett  |
| José Artecona   | Dupla trap        | 120       | 33.*      | kiesett | kiesett  |

* - egy másik versenyzővel azonos eredményt ért el

** - hat másik versenyzővel azonos eredményt ért el

## Súlyemelés
| Versenyző       | Versenyszám | Szakítás | Szakítás | Lökés    | Lökés    | Összesen | Helyezés |
| Versenyző       | Versenyszám | Eredmény | Helyezés | Eredmény | Helyezés | Összesen | Helyezés |
| --------------- | ----------- | -------- | -------- | -------- | -------- | -------- | -------- |
| César Rodríguez | 59 kg       | 110,0    | 15.      | 132,5    | 14.      | 242,5    | 13.      |

## Torna
Férfi
| Versenyző     | Versenyszám      | Selejtező | Selejtező | Döntő    | Döntő    |
| Versenyző     | Versenyszám      | Pontszám  | Helyezés  | Pontszám | Helyezés |
| ------------- | ---------------- | --------- | --------- | -------- | -------- |
| Diego Lizardi | Talaj            | 18,500    | 67.       | kiesett  | kiesett  |
| Diego Lizardi | Ugrás            | 18,837    | 51.*      | kiesett  | kiesett  |
| Diego Lizardi | Korlát           | 15,850    | 93.       | kiesett  | kiesett  |
| Diego Lizardi | Nyújtó           | 17,175    | 89.       | kiesett  | kiesett  |
| Diego Lizardi | Gyűrű            | 17,575    | 88.*      | kiesett  | kiesett  |
| Diego Lizardi | Lólengés         | 16,475    | 93.       | kiesett  | kiesett  |
| Diego Lizardi | Egyéni összetett | 104,412   | 67.       | kiesett  | kiesett  |

Női
| Versenyző   | Versenyszám      | Selejtező | Selejtező | Döntő    | Döntő    |
| Versenyző   | Versenyszám      | Pontszám  | Helyezés  | Pontszám | Helyezés |
| ----------- | ---------------- | --------- | --------- | -------- | -------- |
| Eileen Díaz | Talaj            | 17,400    | 90.       | kiesett  | kiesett  |
| Eileen Díaz | Ugrás            | 16,625    | 91.       | kiesett  | kiesett  |
| Eileen Díaz | Felemás korlát   | 18,424    | 73.       | kiesett  | kiesett  |
| Eileen Díaz | Gerenda          | 17,099    | 83.       | kiesett  | kiesett  |
| Eileen Díaz | Egyéni összetett | 69,548    | 73.       | kiesett  | kiesett  |

* - egy másik versenyzővel azonos eredményt ért el

## Úszás
Férfi
| Versenyző                                                     | Versenyszám            | Előfutam | Előfutam | Előfutam | Döntő   | Döntő   | Döntő   | Helyezés |
| Versenyző                                                     | Versenyszám            | Idő      | Hely.    | Össz.    | Típus   | Idő     | Hely.   | Helyezés |
| ------------------------------------------------------------- | ---------------------- | -------- | -------- | -------- | ------- | ------- | ------- | -------- |
| Ricardo Busquets                                              | 50 m gyors             | 22,61    | 1.       | 5.       | A       | 22,73   | 8.      | 8.       |
| Ricardo Busquets                                              | 100 m gyors            | 49,61    | 1.       | 5.       | A       | 49,68   | 7.      | 7.       |
| Ricardo Busquets                                              | 100 m pillangó         | 53,90    | 1.*      | 13.*     | B       | 53,65   | 4.      | 12.      |
| Ricardo Busquets Eduardo González José González Arsenio López | 4 × 100 m gyorsváltó   | 3:28,27  | 5.       | 16.      | kiesett | kiesett | kiesett | kiesett  |
| Todd Torres                                                   | 100 m mell             | 1:03,08  | 8.       | 21.      | kiesett | kiesett | kiesett | kiesett  |
| Todd Torres                                                   | 200 m mell             | 2:22,66  | 7.       | 31.      | kiesett | kiesett | kiesett | kiesett  |
| Arsenio López                                                 | 200 m vegyes           | 2:07,09  | 7.       | 27.      | kiesett | kiesett | kiesett | kiesett  |
| Arsenio López                                                 | 400 m vegyes           | 4:34,81  | 2.       | 25.      | kiesett | kiesett | kiesett | kiesett  |
| Carlos Bodega Ricardo Busquets José González Todd Torres      | 4 × 100 m vegyes váltó | 3:52,04  | 5.       | 19.      | kiesett | kiesett | kiesett | kiesett  |

Női
| Versenyző     | Versenyszám    | Előfutam | Előfutam | Előfutam | Döntő   | Döntő   | Döntő   | Helyezés |
| Versenyző     | Versenyszám    | Idő      | Hely.    | Össz.    | Típus   | Idő     | Hely.   | Helyezés |
| ------------- | -------------- | -------- | -------- | -------- | ------- | ------- | ------- | -------- |
| Sonia Álvarez | 200 m pillangó | 2:25,24  | 3.       | 34.      | kiesett | kiesett | kiesett | kiesett  |
| Sonia Álvarez | 200 m vegyes   | 2:25,57  | 5.       | 37.      | kiesett | kiesett | kiesett | kiesett  |

## Vitorlázás
Férfi
| Versenyző     | Versenyszám     | Futam | Futam | Futam | Futam | Futam | Futam    | Futam | Futam | Futam | Futam | Pontszám | Helyezés |
| Versenyző     | Versenyszám     | 1     | 2     | 3     | 4     | 5     | 6        | 7     | 8     | 9     | 10    | Pontszám | Helyezés |
| ------------- | --------------- | ----- | ----- | ----- | ----- | ----- | -------- | ----- | ----- | ----- | ----- | -------- | -------- |
| Matt Anderson | Szörfvitorlázás | (39)  | 32    | 37    | 35    | 24    | (47 PMS) | 26    | 34    | 23    |       | 211,0    | 35.      |
| Manuel Méndez | Finn dingi      | 24    | 30    | 30    | 29    | 28    | 30       | 29    | (32*) | (31)  | 29    | 229,0    | 30.      |

Női
| Versenyző      | Versenyszám     | Futam | Futam | Futam | Futam | Futam | Futam | Futam    | Futam | Futam | Pontszám | Helyezés |
| Versenyző      | Versenyszám     | 1     | 2     | 3     | 4     | 5     | 6     | 7        | 8     | 9     | Pontszám | Helyezés |
| -------------- | --------------- | ----- | ----- | ----- | ----- | ----- | ----- | -------- | ----- | ----- | -------- | -------- |
| Lucia Martínez | Szörfvitorlázás | 16    | 17    | 12    | 20    | 19    | 18    | (28 PMS) | (23)  | 15    | 117,0    | 19.      |

* - kizárták

## Vívás
Női
| Versenyző        | Versenyszám       | Selejtező                   | 32-es főtábla     | Nyolcaddöntő      | Negyeddöntő       | Elődöntő          | Bronz- mérkőzés   | Döntő             | Helyezés |
| Versenyző        | Versenyszám       | Ellenfél Eredmény           | Ellenfél Eredmény | Ellenfél Eredmény | Ellenfél Eredmény | Ellenfél Eredmény | Ellenfél Eredmény | Ellenfél Eredmény | Helyezés |
| ---------------- | ----------------- | --------------------------- | ----------------- | ----------------- | ----------------- | ----------------- | ----------------- | ----------------- | -------- |
| Mitch Escanellas | Párbajtőr, egyéni | Marija Mazina (RUS) · 11–15 | kiesett           | kiesett           | kiesett           | kiesett           | kiesett           | kiesett           | 47.      |